# Agnes Langenskjöld
Agnes Langenskjöld, född 20 juli 1887, död 27 juli 1965, var en finländsk litteraturkritiker.
Langenskjöld har skrivit en bok om Blaise Pascal, en samling Litterära studier (1923) och var under flera år litteraturkritiker i Finsk Tidskrift.